# Oncocnemis ate
Oncocnemis ate är en fjärilsart som beskrevs av Dyar. Oncocnemis ate ingår i släktet Oncocnemis och familjen nattflyn. Inga underarter finns listade i Catalogue of Life.